# Apochrysa salomonis
Apochrysa salomonis är en insektsart som först beskrevs av Douglas E. Kimmins 1951.  Apochrysa salomonis ingår i släktet Apochrysa och familjen guldögonsländor. Inga underarter finns listade i Catalogue of Life.